# Strażnica WOP Wojkowa
Strażnica WOP Wojkowa – podstawowy pododdział graniczny Wojsk Ochrony Pogranicza.

## Formowanie i zmiany organizacyjne
W związku z wymogami sytuacji granicznej pod koniec lat 40. XX w. utworzono 181a strażnicę WOP Wójkowa. W 1951 roku strażnica weszła w skład 31 batalionu WOP. W 1954 była 183 strażnicą WOP. 
W 1956 roku wprowadzono nową numerację strażnic, a strażnica WOP Wojkowa otrzymała nr 16 i podległa bezpośrednio pod sztab brygady.

## Dowódcy strażnicy
- ppor. Mieczysław Domagała (?-1954)